# Antiochos Nicator

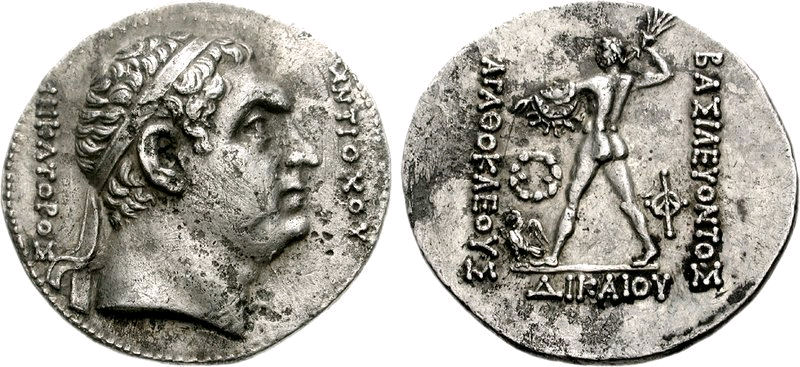
Tétradrachme commémoratif d'Agathoclès de Bactriane (sur le revers) en l'honneur d'Antiochos Nicator (sur l'endroit).

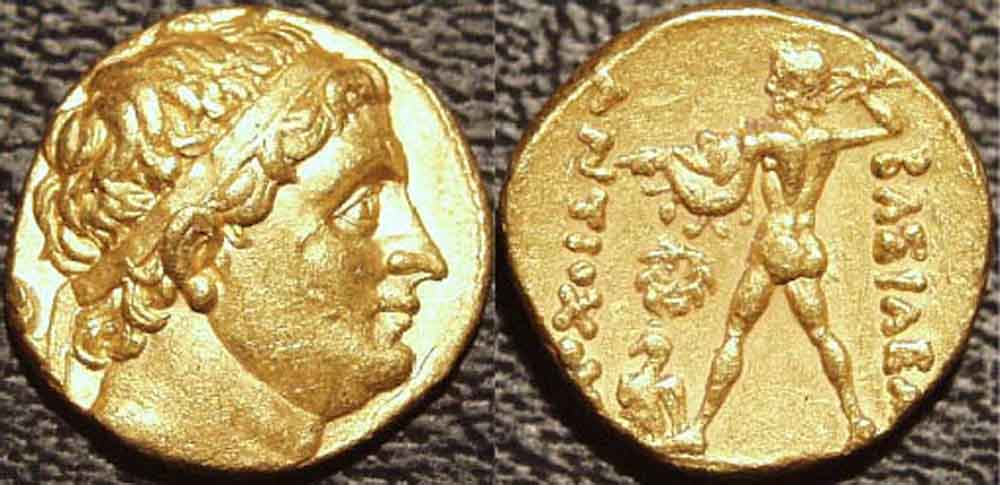
Stater en or au nom d'Antiochos, c. 250 ACE.

Antiochos Nicator est un roi gréco-bactrien d'environ 240 av. J.-C. à 225 av. J.-C.. Il règne uniquement sur la Bactriane. Il est probablement un des fils de Diodote I, et frère de Diodote II.
Le monnayage d'Antiochos Nicator a traditionnellement été attribué à Diodote Ier. On considérait que Diodote avait fait partiellement sécession avec l'Empire séleucide, et avait frappé au début de son règne des monnaies à son effigie mais portant le nom du roi séleucide du moment Antiochos II (simplement mentionné comme "Antiochus" sur ces pièces). 
Selon Jakobsson (”Antiochus Nicator, the Third King of Bactria?,” NC 2010, p. 17-33), ce monnayage appartient en réalité à un nouveau roi bactrien du nom d'Antiochos. Il y a trois raisons à cette réattribution,:

1) il existe une monnaie commémorative d'Agathoclès de Bactriane pour un Antiochos "Nikator" (le "vainqueur"), alors que l'épithète du séleucide Antiochos II est "Theos" (le "Dieu"), et avec un portrait qui n'a rien à voir avec celui d'Antiochos II.
 
2) Il y a aussi une deuxième monnaie commémorative d'Agathoclès au nom de "Diodotus Sotiros" (le "sauveur"), dont on pense qu'il s'agit de Diodote I, avec encore un portrait différent du précédent. Agathoclès a aussi émis une monnaie commémorative pour un deuxième Diodotus, Diodotus Theos "le Dieu", probablement Diodote II. De même, il existe aussi une monnaie commémorative d'Antimaque Ier pour le même Diodote Sotiros, avec le même type de portrait. Ces monnaies commémoratives indiquent clairement qu'Antiochus Nicator et Diodotus Sotiros sont des personnes différentes.

3) une réorganisation des marques de contrôle monnaitaires et des liens entre Diodote II, “Antiochos" and Euthydème.

4) une trop grande complexité des modèles chronologiques antérieurs de Holt et Kritt.
Selon cette nouvelle chronologie, Diodote I se serait immédiatement séparé des séleucides dès son accession, et aurait tout de suite frappé sa propre monnaie. Il fut alors suivi par Diodote II et ensuite Antiochus Nicator. Ils utilisent tous le type de Zeus Bremetes sur leurs monnaies.